# Carex malmei
Carex malmei är en halvgräsart som beskrevs av Aimo Aarno Antero Kalela. Carex malmei ingår i släktet starrar, och familjen halvgräs. Inga underarter finns listade i Catalogue of Life.